# Messukylä
Messukylä (suédois : Messuby) est  quartier de la ville de Tampere en Finlande.

## Présentation
Messukylä est une ancienne municipalité de Finlande qui a fusionné avec la ville de Tampere en 1947. 
L'église médiévale de Messukylä (1540) est le bâtiment le plus ancien de Tampere. 
Durant la guerre civile de 1918, Messukylä a été le lieu de batailles violentes.

## Personnalités nées à Messukylä
- Johan Reinhold Aspelin (1842 - 1915)
- Heikki Lindroos (1865 – 1915)
- Penna Paunu (1868 – 1920)
- Kalle Suosalo (1869 – 1918)
- Frans Oskar Lilius (1871 – 1928)
- Antti Kaarne (1875 – 1924)
- Vilho Lehokas (1876 – 1918)
- Feliks Kellosalmi (1877 – 1939)
- Antti Linna (1916 – 2000)
- Tellervo M. Koivisto (1927 – 1982)
- Jorma Peltonen (1944 – 2010)